# Star Wars Holiday Special
The Star Wars Holiday Special je americký televizní film, který byl původně vysílán 17. listopadu 1978 stanicí CBS. Odehrává se ve vesmíru mediální franšízy Star Wars, která je založena na science fiction. Pořad režíroval Steve Binder a byl prvním spin-offem Star Wars. Odehrává se mezi událostmi původního filmu a tehdy dosud nevydaným pokračováním Impérium vrací úder (1980). Ve speciálu vystupují hlavní herci z původního filmu Nová naděje a je zde představena postava Boby Fetta, který se následně objevil i v pozdějších filmech franšízy.
Ve speciálu je po událostech původního filmu zahájena dějová nit, která jej sjednocuje. Hlavní hrdinové Žvejkal a Han Solo se vydávají na návštěvu domovské planety Wookieeů Kashyyyk, aby si připomněli „Den života“. Jejich snaha je pronásledována agenty Galaktického impéria, kteří se na planetě zabývají pronásledováním členů Aliance rebelů. Speciál představuje tři členy Žvejkalovy rodiny: otce Itchyho, ženu Mallu a syna Lumpyho.
V pořadu se objevují i další hlavní postavy Nové naděje, včetně Luka Skywalkera, C-3PO, R2-D2, Dartha Vadera a princezny Leiy, které ztvárňují původní herci (s výjimkou R2-D2, který je v pořadu uveden jako „on sám“). Součástí pořadu jsou záběry z filmu z roku 1977 a také kreslený film torontského studia Nelvana, v němž vystupuje lovec odměn Boba Fett. Scény se odehrávají ve vesmíru a ve vesmírných lodích, včetně lodi Millennium Falcon a hvězdných destruktorů; segmenty se odehrávají také v několika dalších lokalitách, například v kantýně Mos Eisley z původního filmu.
Speciál se setkal s nevalným přijetím a nikdy nebyl reprízován ani oficiálně vydán na domácím videu vcelku (s výjimkou příznivěji přijaté kreslené části). Díky undergroundovému charakteru své existence se stal kulturní legendou. Fanoušci jej šířili v off-air nahrávkách původního televizního vysílání CBS z roku 1978 jako bootlegové kopie a byl také nahrán na webové stránky pro sdílení obsahu.

## Děj
U příležitosti „Dne života“ míří Žvejkal v doprovodu Hana Sola domů navštívit svou rodinu. Cestou je dvojice pronásledována dvěma hvězdnými destruktory, ale podaří se jim uniknout, když vstoupí do hyperprostoru. Mezitím se na Kashyyyku Žvejkalova rodina připravuje na jeho návrat. Jeho žena Malla doufá, že se jí podaří najít Millennium Falcon, a proto spustí počítačový průzkum hvězdných lodí v oblasti, který se však ukáže jako neúspěšný.
Malla naváže spojení s Lukem Skywalkerem, který se ve spolupráci s R2-D2 podílí na konstrukci stíhačky X-wing. Luke tvrdí, že o událostech, které se staly, neví. Malla následně kontaktuje Sauna Danna, místního obchodníka. Prostřednictvím pečlivě připravené zprávy ji informuje o blížícím se příjezdu Hana a Žvejkala.
Malla se pak (neúspěšně) pokouší připravit jídlo, jehož návod vysílá v místním pořadu o vaření excentrický čtyřruký mimozemský kuchař, šéfkuchař Gormaanda (Harvey Korman).
Saun přichází s dárky ke „Dni života“ pro všechny přítomné, včetně fantasy programu ve virtuální realitě (s Diahann Carrollovou) pro Itchyho. Na palubě Falconu se Žvejkal a Han vynoří z hyperprostoru v blízkosti Kashyyyku. Han zpozoruje zvýšenou přítomnost imperiálních vojáků a rozhodnou se přistát v nestřežené oblasti na severu.
Jakmile vstoupí do atmosféry, Lumpy si všimne zvukové vibrace, které vydává loď. Na základě domněnky, že možná přilétají Han a Žvejkal, Malla otevře dveře, ale místo toho najde dva stormtroopery a důstojníky. Imperiálové si vynutí vstup do domu. Jeden z důstojníků vydá pokyn k pátrání po Žvejkalovi.
Zatímco pátrání pokračuje, Saun a ostatní se snaží odlákat pozornost pátrací skupiny pomocí jídla a přehrávače videoklipů, která patří Malle a obsahuje videoklip od skupiny Jefferson Starship. Když hudba skončí, hlavní důstojník nařídí pokračovat v pátrání. Hlavní důstojník nařídí Malle, aby zajistila, že Lumpy bude během pátrání zaměstnán, a tak Lumpy (a diváci) využije obrazovku, na níž se zobrazuje kreslený film, který zobrazuje četné výkony jeho otce.
Během pátrání po talismanu je Millennium Falcon nucen nouzově přistát na vodním měsíci Panna i s hlavními hrdiny na palubě. Setkávají se s Bobou Fettem, který zachrání Luka před kolosální příšerou a ujistí ho, že chce pomoci rebelům. Pokračují na palubu Falconu, kde je Han nakažen záhadným uspávacím virem pocházejícím z talismanu. Následně se virem nakazí i Luke. Fett a Žvejkal se vydávají do Panna City, aby získali lék. Po vstupu do města, které je pod imperiální okupací, však Fett nařídí Žvejkalovi, aby zůstal a kontaktoval Dartha Vadera. Mezitím na Falconu, zatímco C-3PO pečuje o Hana a Luka, R2-D2 zachytí přenos mezi Vaderem a Fettem. Fett a Žvejkal se následně vyhnou Imperiálům a vrátí se na Falcon s lékem. Po uzdravení z viru se skupina dozvídá o Fettově skutečné věrnosti. Fett odlétá, pomocí svého tryskového batohu, aby se dostal pryč z místa činu, a slibuje skupině, že se znovu setkají. Zbývající hrdinové se poté vracejí na povstaleckou základnu na palubě Falconu.
Lumpyho úsilí se soustředí na vývoj překladatelského zařízení, které dokáže oklamat Imperiály a přimět je k návratu na základnu napodobením hlasu jejich velitele. K dosažení tohoto cíle je nezbytné, aby se Lumpy nejprve seznámil s návodem k zařízení, který představuje nefunkční a neschopný robot (rovněž ztvárněný Kormanem). Současně, zatímco Imperiálové provádějí pátrací akci v přízemí, je aktivována obrazovka v obývacím pokoji, která vysílá oznámení, že na Tatooine platí zákaz vycházení, který zavedlo Impérium kvůli přítomnosti „podvratných sil“.
Video je prezentováno jako povinná podívaná pro všechny imperiální jednotky a jeho podstatnou část tvoří Ackmena (Bea Arthurová), která dohlíží na provoz kantýny v Mos Eisley. Ackmenu osloví obdivovatel Krelman, zamilovaný mimozemšťan, který si špatně vyložil nedávný Ackmenin výrok. Ackmena oznámí, že bude zavírat, a když je její žádost ignorována, přednese píseň na rozloučenou.
Lumpy využije této příležitosti k zahájení svého plánu a oklame Imperiály simulovanou výzvou k „návratu na základnu“. Stormtroopeři odejdou, ale jeden z nich zůstane a pozná, že byli oklamáni. Najde Lumpyho a zničí stroj, pak Lumpyho pronásleduje venku.
Po příjezdu Hana a Žvejkala následuje Žvejkalova ochrana Lumpyho a Hanovo zabití stormtroopera. Po jejich shledání se na obrazovce objeví imperiální důstojník, který vyhlásí všeobecný pátrání po zmizelém stormtrooperovi. Saunova reakce je rychlá, tvrdí, že trooper ukradl zásoby a dezertoval. Bezprostřední hrozba je zažehnána a rodina se chystá na slavnost u Velkého stromu života. Objeví se ve vesmíru, přičemž drží svítící koule a jsou oblečeni do červených šatů.
V této scéně postavy Wookieů vstoupí do zářivé hvězdy a dostanou se ke Stromu života, kde se shromáždí velká skupina osob včetně C-3PO a R2-D2. Objeví se zde také Luke, Leia a Han. Leia pronese krátkou řeč a přednese oslavnou píseň. Žvejkal vzpomíná na své hrdinské činy během událostí původního filmu. Následně se wookieeovská rodina shromáždí kolem stolu a skloní hlavy.

## Obsazení
- Mark Hamill jako Luke Skywalker
- Harrison Ford jako Han Solo
- Carrie Fisherová jako princezna Leia
- Anthony Daniels jako C-3PO
- Peter Mayhew jako Žvejkal
- James Earl Jones jako Darth Vader (hlas)
- Beatrice Arthurová jako Ackmena
- Art Carney jako obchodník Saun Dann
- Diahann Carrollová jako holograf Mermeiy
- Jefferson Starship (Marty Balin, Craig Chaquico, Paul Kantner, David Freiberg, Pete Sears, John Barbata) jako holografická skupina
- Harvey Korman jako Krelman / šéfkuchař Gormaanda / amorfianský instruktor
- Mickey Mortonová jako Malla / Tork (bez titulků) / druhý pár rukou šéfkuchaře Gormaandy (bez titulků)
- Paul Gale jako Itchy
- Patty Maloney jako Lumpy
- Jack Rader jako důstojník imperiální gardy
- Stephanie Stromer
- Michael Potter jako imperiální stráž
- The Wazzan Troupe
- Yuichi Sugiyama jako Ring-Master
- The Mum Brothers
- Claude Woolman jako imperiální důstojník
- Lev Mailer jako imperiální stráž
- John McLaughlin
- David Prowse (archivní záběry) jako Darth Vader (bez titulků)
- Alec Guinness (archivní záběry) jako Obi-Wan Kenobi (bez titulků)
- Leslie Schofield (archivní záběry) jako imperiální důstojník (bez titulků)
- Marcus Powell (archivní záběry) jako Rycar Ryjerd (bez titulků)

Je zřejmé, že Kenny Baker, který ve filmech ztvárnil R2-D2, se na výrobě speciálu nepodílel. Droid byl kompletně ztvárněn rádiově řízenou jednotkou, kterou ovládal Mick Garris. V titulcích je R2-D2 uveden hlasatelem Artem Jamesem jakože hraje sám sebe.
Je pozoruhodné, že vzhledem k tomu, že James Earl Jones nebyl za svou roli ve Hvězdných válkách uveden v titulcích, byl tento speciál první příležitostí, kdy byl v titulcích uveden jako hlas Dartha Vadera.
Mallina maska byla převzata z masky Žvejkala z původního filmu. Pojmenování Žvejkalovy rodiny bylo následně vysvětleno jako přezdívky; jejich plná jména jsou Mallatobuck (Malla), Attichitcuk (Itchy) a Lumpawarrump nebo Lumpawaroo (Lumpy).

## Produkce
Při vytváření náčrtu původního filmu Nová naděje a plánování jeho možných pokračování si režisér George Lucas představoval „film jen o Wookieích a o ničem jiném“. Po úspěchu původního filmu jeho herci několikrát vystoupili v televizních varieté. Podle Charlese Lippincotta, který byl v té době vedoucím marketingu společnosti Star Wars Corporation, to byla CBS, kdo jemu a Georgi Lucasovi přinesl nápad udělat televizní speciál. O tomto tvrzení však panují interní spory. J. W. Rinzler uvedl, že ve prospěch myšlenky televizního speciálu bylo dosaženo konsensu. George Lucas byl zaneprázdněn stěhováním své produkční společnosti, což byl proces, který se speciálu ve větší míře netýkal. Podle producenta Lucasfilmu Garyho Kurtze:
Zpočátku to byl mnohem lepší nápad. Měli jsme šest schůzek s televizní společností, která ho natáčela. Nakonec jsme si kvůli práci na propagaci Nové naděje a práci na dalším filmu uvědomili, že nemáme dost času. Tak jsme to prostě nechali na nich a občas se s nimi sešli. Poskytli jsme jim také přístup k rekvizitám a hercům, a to bylo vše.
George Lucas za tento nápad nedostal oficiální uznání, ale byl to on, kdo přišel s příběhem o Žvejkalově rodině. CBS najala několik scenáristů a producentů, kteří pracovali na jiných vareté, včetně Bruce Vilanche. Ten se obával, že se speciál zaměří na Žvejkala a jeho rodinu, která mluví vymyšleným jazykem bez titulků. George Lucas byl ale rozhodnutý udělat věci po svém. Speciál měl nakonec dva režiséry. První, David Acomba, byl přizván, protože producenti chtěli, aby se pořad lišil od ostatních varieté.
David Acomba, který studoval s Georgem Lucasem na filmové škole USC, nevěděl, jak používat více kamer, což způsobovalo určité problémy. Také cítil, že mezi ním a producenty panují rozpory, a rozhodl se odejít z projektu po natočení pouhých několika scén, včetně kantýny a skupiny Jefferson Starship. Nahradil ho Steve Binder, který předtím pracoval na „bibli Wookieeů“, v níž podrobně popisoval, jak by měl tento druh vypadat a chovat se. Stan Winston byl najat jako návrhář Wookieeů.
Speciál byl ve Spojených státech uveden v plném znění pouze jednou, a to v pátek 17. listopadu 1978 (týden před Dnem díkůvzdání) na televizní stanici CBS od 20:00 do 22:00 hodin východoamerického času (EST). To znamenalo, že epizody Wonder Woman a The Incredible Hulk, které měly být odvysílány ten den, byly místo toho uvedeny o týden později. Od 19:00 do 21:00 hodin východoamerického času byl vysílán také na kanadském televizním kanálu CTV.

## Segmenty
Všechna dějství jsou volně propojena materiálem, který zahrnuje přípravy Wookieů na Den života na Kashyyyku, pokus Hana a Žvejkala obejít imperiální blokádu a dostat se k Žvejkalově rodině a pátrání imperiální posádky po rebelech. Děj je propojen řadou hudebních čísel, cameí celebrit a dalších estrádních vystoupení. Patří mezi ně písně a komediální výstupy slavných interpretů sedmdesátých let, jako jsou Jefferson Starship, Diahann Carrollová, Art Carney, Harvey Korman a Bea Arthurová, a také akrobatická sestava s žonglováním a nerovnými bradly. Nejzapamatovatelnější částí je animovaný film, v němž se na plátně poprvé objeví Boba Fett.

### Hudba
Hudbu k The Star Wars Holiday Special složili Ken a Mitzie Welchovi, zatímco Ian Fraser upravil orchestrální motivy Johna Williamse z Nové naděje. Speciál obsahuje celkem čtyři písně:
1. Píseň „This Minute Now“ zpívá Diahann Carrollová, která je obrazem vytvořeným strojem pro virtuální realitu a říká otci Žvejkala, Itchymu, že je jeho „fantazií“ a zve ho, aby ji „zažil“.
2. Píseň „Light the Sky on Fire“ nazpívala skupina Jefferson Starship. Je prezentována jako 3D videoklip, který sleduje jedna z imperiálních stráží. Během produkce dostala píseň pracovní název „Cigar-Shaped Object (Vanished Without a Trace)“. Byla zařazena jako bonusový singl do kolekce největších hitů Jefferson Starship Gold. (V tomto klipu je zachyceno poslední vystoupení Martyho Balina s Jefferson Starship, protože kapelu opustil v říjnu 1978, měsíc před odvysíláním tohoto speciálu, ale později se ke skupině v roce 1993 opět připojil).
3. Později Bea Arthurová, která hraje Ackmenu, majitelku baru Mos Eisley, zpívá „Good Night, But Not Goodbye“ na melodii znělky Cantina Band. Vrací se někteří ze stejných mimozemšťanů, které jsme viděli v baru v Nové naději, včetně kapely Figrin D'an and the Modal Nodes, kteří hrají společně.[12]
4. Na konci speciálu zazpívá Carrie Fisherová píseň ke „Dni života“. Zpívá na melodii Johna Williamse „Star Wars (Main Title)“.

### Komedie
Harvey Korman je vtipný ve třech scénkách speciálu, včetně scénky s Beou Arthurovou, kde hraje zamilovaného štamgasta, který pije dírou v hlavě. Předvádí také dvě sólové scénky: jednu jako šéfkuchař Gormaanda, čtyřruká parodie na Julii Childovou (čtyři ruce jí umožňují pracovat mnohem rychleji, než Malla stíhá), a jednu jako nefunkční amorfianský android jménem Dromboid v instruktážním videu, které sleduje Lumpy.
Postava Arta Carneyho je v příběhu důležitější. Hraje obchodníka jménem Saun Dann na Kashyyyku. Saun je součástí Aliance a pomáhá Žvejkalově rodině. Jeho role jsou většinou vtipné. V jednu chvíli předvede scénu, která připomíná jeho postavu Eda Nortona ze seriálu The Honeymooners. Imperiální důstojník mu řekne, aby „se do toho pustil“, zatímco si Carney hraje s rekvizitou. Takto uvádějí představení Jefferson Starship.

### Kreslený film
Nejlepší částí speciálu je kreslený film s názvem The Faithful Wookiee. Jedná se o první pořádný kreslený film ze Star Wars. Napsal ho George Lucas a vyrobila ho animační studio Nelvana Ltd. Společnost Nelvana produkovala také Droids a Ewoks, kreslené seriály ze světa Star Wars, které se vysílaly v sobotu ráno v roce 1985 na stanici ABC. George Lucas chtěl, aby kreslený film byl podobný Moebiovým. Projevuje se i pěvecký talent hlavního obsazení. Luke má na sobě žlutou bundu, která vypadá jako jeho oblečení na konci filmu Nová naděje. Má jít o flashback ve stejném filmu.
V kresleném filmu se poprvé setkáváme s Bobou Fettem, jehož vzhled byl založen na nenamalovaném kostýmu z filmu Impérium vrací úder. Spoluzakladatel studia Nelvana Clive Smith říká, že navrhli, aby kostým vypadal trochu realističtěji, což ovlivnilo, jak postava vypadala v hraném filmu. Konečný návrh kostýmu byl veřejnosti ukázán dva měsíce před vysíláním Holiday Special. Jednoduché barevné schéma použité v kresleném filmu bylo později zopakováno pro Fettův výstup v seriálu Droids. Podle oficiálních stránek Star Wars namluvil Fetta ve speciálu Don Francks.
Pohádka byla dostupná ke zhlédnutí na streamovací platformě Disney+.

## Přijetí

### Kritický ohlas
Star Wars Holiday Special byl mnoha lidmi kritizován. Jerry Buck v recenzi pro Associated Press v listopadu 1978 označil pořad za „žvýkačku pro mozek“. Nathan Rabin z The A.V. Club napsal: „Nejsem přesvědčen o tom, že tento speciál nakonec nenapsal a nerežíroval vnímající pytlík kokainu“. David Hofstede, autor knihy What Were They Thinking?: The 100 Dumbest Events in Television History na prvním místě umístil Holiday Special, který označil za „nejhorší dvě hodiny televizního vysílání vůbec“. Na agregátoru recenzí Rotten Tomatoes má film na základě 16 recenzí 25% hodnocení s průměrnou známkou 3,4/10.
Nathan Rabin, který píše pro Fatherly, říká, že kreslená část se liší od zbytku speciálu, protože „působí, jako by měla být součástí hlavního pořadu, a ne jako nějaká šílená, divná věc, která by tam neměla být“.

### Uznání
V 62. čísle britského časopisu Star Wars byl tento speciál označen za třetí nejuletěnější moment v příběhu Star Wars. TV Guide jej zařadil na 11. místo svého žebříčku 25 nejvtipnějších vánočních televizních momentů s tím, že byl „nechtěně vtipný“. TV Guide a TV Land zařadily tento speciál na 59. místo v žebříčku „100 nejlepších nečekaných televizních momentů“ v pětidílném speciálu, který byl vysílán od 5. do 9. prosince 2005.
V roce 2008 byl Star Wars Holiday Special vybrán k promítání v Paley Center for Media 59 % hlasujících v online anketě o vánočních speciálech (uživatelé mohli hlasovat o pěti titulech), přičemž porazil filmy A Charlie Brown Christmas (34,6 %), How the Grinch Stole Christmas! (31,3 %) a Rudolph the Red-Nosed Reindeer (28,4 %).

### Přijetí od herců a štábu
George Lucas se na natáčení speciálu příliš nepodílel a říká se, že nebyl spokojen s tím, jak dopadl. V roce 1987 prohlásil, že si myslí, že speciál bude vydán na videu, ale neví, zda bude znovu uveden v televizi. V rozhovoru v květnu 2005 byl dotázán, zda ho film přiměl k tomu, že už nechce pracovat v televizi. Odpověděl:
„Speciál z roku 1978 s námi neměl mnoho společného. Už si nepamatuji, o jakou televizi šlo, ale bylo to něco, co udělali oni a my jsme jim to dovolili. Dělala to nějaká varietní televizní skupina, ale už si nepamatuju, jak se jmenovala. Nechali jsme je použít naše postavy, což asi nebylo nejchytřejší, ale člověk se z takových zkušeností učí.“
V roce 2006 se Harrison Ford objevil v pořadu Late Night with Conan O'Brien. Když se ho na to zeptali, zavtipkoval, že to neviděl. V televizním pořadu Times Talk z roku 2010 se David Carr, který píše pro New York Times, zeptal Carrie Fisherové na tento speciál. Ta řekla, že přiměla George Lucase, aby jí výměnou za nahrání komentáře k trilogii Star Wars dal kopii speciálu, aby „měla něco na večírky… když chtěla, aby všichni odešli“. V roce 2018 Mark Hamill přiznal, že celý speciál neviděl. Anthony Daniels ve své autobiografii z roku 2019 označil speciál za „lejno“.
Na oficiálních stránkách Star Wars se píše, že speciál byl „smíšený“ a že nejlepší částí byl kreslený film s Bobou Fettem. Na stránkách se také píše, že fanoušci chtěli vidět Wookiee na plátně, ale že Holiday Special z roku 1978 nebyl dost dobrý. Webové stránky také označují kreslený film s Bobou Fettem za „kultovní klasiku“.

## Distribuce
Televizní speciál byl v televizi odvysílán pouze jednou, ale na internet byly nahrány jeho bootlegové kopie. Díky tomu se stal mezi fanoušky Star Wars „kultovní klasikou“. Kreslený film byl zařazen jako velikonoční vajíčko na Blu-ray disk Star Wars: The Complete Saga z roku 2011. Stal se tak jedinou částí speciálu, která byla oficiálně vydána na domácím videu. Kreslený film bylo možné zhlédnout také na Disney+ pod názvem The Story of the Faithfull Wookiee.

### Mezinárodní vysílání
V Kanadě byl pořad vysílán na CTV ve stejný večer jako na CBS. Torontská stanice CFTO-TV jej vysílala v 19:00, tedy o hodinu dříve než nejbližší americká stanice WIVB-TV v Buffalu ve státě New York. Pořad byl vysílán také v Austrálii a na Novém Zélandu, kde byl v letech 1979–1984 mnohokrát reprízován na místních stanicích. Ve francouzské televizi byl poprvé uveden 1. ledna 1980 na TF1. Jednalo se o zkrácenou verzi, dlouhou 72 minut, nadabovanou ve francouzštině.
Ve švédské televizi byl uveden 31. května 1979 pod názvem Stjärnornas krig – och fred (což doslova znamená „Hvězdné války – a mír“).
V Irské republice byl vysílán na RTÉ 2 o Vánocích 1979. Speciál byl vysílán také v Hondurasu na Canal 5 a v Brazílii na TV Bandeirantes (na Štědrý den 1981).

## Související mediální vazby
- Ještě před uvedením speciálu uvažovala hračkářská společnost Kenner o tom, že podle něj vytvoří řadu hraček. Tento projekt byl zrušen, protože speciál nebyl populární. Víme však, že některé prototypy figurek byly vyrobeny. Ty zobrazují Žvejkalovu rodinu a zdá se, že jde jen o změny oproti oficiálně vydané figurce Žvejkala vyrobené společností Kenner.[41]
- Píseň skupiny Jefferson Starship z tohoto speciálu, „Light the Sky On Fire“, byla vydána jako singl s jejich písní „Hyperdrive“ z roku 1974 na straně B.[42] Cash Box uvedl, že píseň má „temperamentní rytmickou sekci dvojitých bicích a údernou basovou linku, která je základem této neobvyklé skladby skupiny Starship“.
- V roce 2007 vydala společnost Hasbro akční figurku Boby Fetta, která vypadala jako postava z kresleného filmu. Jmenovala se Boba Fett (Animated Debut).[43]
- V roce 2022 vyšla verze The Story of the Faithful Wookiee v edici Little Golden Book. Adaptoval ji Christopher Nicholas a je v ní použita kresba inspirovaná původním animovaným filmem. (ISBN 9780736442633)

## Odkaz

### Kanonicita speciálu
Přestože Holiday Special nebyl příliš populární, stále si udržel své místo v příběhu Star Wars a zařadil se někam mezi Epizody IV a V. Od roku 1978 do roku 2014 byla většina toho, co Holiday Special obsahoval, považována za méně důležitou než ostatní oficiální příběhy Star Wars.
V roce 2007 Leland Chee tuto nejasnost objasnil. Staral se o interní databázi kontinuity ve společnosti Lucasfilm, nazývanou „Holocron“. Podle něj obsahoval Holocron do té doby nejméně 28 záznamů o The Star Wars Holiday Special. Ty zařadily všechny prvky, na které se odkazovalo v jiných dílech, jako například Den života nebo Žvejkalovi rodinní příslušníci, do mezistupně kánonu. Leland Chee uvedl, že prvky, které nebyly zmíněny později, dostaly další nejnižší stupeň.
Leland Chee také potvrdil, že Leslie Schofield se v The Star Wars Holiday Special objevil pouze jako bezejmenná postava, a nikoli jako "Chief Bast", kterého hrál v Nové naději. Dříve se někteří fanoušci ptali, zda je Bastova smrt na Hvězdě smrti skutečná, a to kvůli něčemu v Customizable Card Game.
Poté, co společnost Disney koupila Lucasfilm, se holokron přestal používat. Pouze filmy a televizní pořady počínaje Klonovými válkami byly součástí nového oficiálního příběhu. J. J. Abrams si z Holiday Special v jednom rozhovoru v roce 2015 dělal legraci. „Den života“ byl zmíněn v „Kapitola 1: Mandalorian“, první epizodě hraného seriálu Mandalorian (2019). Hologramový cirkus podobný tomu, který používal Lumpy, byl použit v epizodě „Může to bejt dobrodružství“, první epizodě dalšího hraného seriálu Bludná banda (2024).

### Pozdější výskyt
Po speciálním uvedení se postava Boby Fetta a planeta Kashyyyk staly ve filmech Star Wars velmi důležitými. Poprvé se objevily ve filmech Impérium vrací úder a Pomsta Sithů. Objevily se také konkrétnější odkazy na Star Wars Holiday Special, mj:
- V roce 1979 vydala společnost Lucasfilm knihu pro děti Star Wars: The Wookiee Storybook, která spojuje postavy ze speciálu.[49]
- V novinovém komiksu Russe Manninga z roku 1979 se Han a Žvejkal vydávají na Kashyyyk (v komiksu nazvaný Hazhyyyk a Kazhyyyk) na „Den života“.[50]
- V čísle 91 série Star Wars nakladatelství Marvel Comics z roku 1985 se Žvejkalova rodina účastní dalšího dobrodružství na Kashyyyku.[51]
- Třetí knihou trilogie Black Fleet Crisis Michaela P. Kube-McDowella je Tyrant's Test (1996). Její hlavní postavou je Lumpy a zobrazuje rozvoj jeho osobnosti.[52]
- Rebel Dawn (1997) je třetí knihou trilogie o Hanu Solovi od Ann C. Crispinové. Vypráví o tom, jak se Han Solo a Žvejkal seznámili a jak se vyvíjel Hanův vztah k jeho rodině. Popisuje také manželství Mally a Žvejkala.[53]
- Star Wars Encyclopedia (1998) od Stephena J. Sansweta je průvodcem po fiktivní galaxii Star Wars, který obsahuje prvky ze speciálu.[54]
- V The Star Wars Cookbook (1998) je uveden oficiální recept na „Wookiee cookies“, což je hříčka na „Wookiee-ookiees“ ze speciálu.[55]
- Kniha Agents of Chaos I: Hero's Trial (2000) je součástí série The New Jedi Order. V této knize se objevují Malla a Itchy.[56]
- Chewbacca (2000) je čtyřdílná komiksová série Darka Macana, v níž Itchy a Malla vzpomínají na příběhy o Žvejkalovi.[57]
- Galactic Battlegrounds (2001) je hra od LucasArts, která vypráví příběh Itchyho minulosti. Ve hře vidíme, že když byl mladší, byl velkým válečníkem a bojoval v mnoha bitvách.[58]
- Webový dokumentární film Bucket Head z roku 2002 o filmu Klony útočí obsahuje části animovaného filmu, přičemž jednotlivé části uvádí Jeremy Bulloch. Bulloch hrál Fetta v původní trilogii.
- The Unifying Force (2003) je poslední knihou série The New Jedi Order. Vystupuje v ní Lumpy, který převezme Žvejkalův životní dluh vůči Hanovi.[59]
- MMORPG hra Star Wars: Galaxies (2003) byla velmi populární. Umožňovala hráčům navštívit a prozkoumat Kashyyyk, kde se mohli seznámit se zvyky Dne života. Bylo zde několik Wookieů oblečených v červených hábitech, jak je vidět ve speciálu. Hráči mohli ve hře vidět také Lumpyho plyšového banthu ze speciálu. Na oficiálních stránkách hry byla dokonce umístěna webová stránka, která tyto prvky a zvyky Dne života vysvětlovala.[60]
- A Forest Apart (2003) je povídka Troye Denninga. Vypráví o dobrodružstvích Lumpyho, kterému Malla dovolí odletět se Žvejkalem na Coruscant.[61]
- Revenge of the Sith: The Visual Dictionary (2005) vysvětluje, že střelec jednoho z tryskových katamaránů Oevvaor ve filmu byl Itchy.[62]
- V knize Star Wars: Complete Locations (2005) se píše, že zatímco Luke, Obi-Wan a droidi jsou v baru v Nové naději, Ackmena je v sousední místnosti a žádá o vyšší plat.[63]
- V roce 2005 se v HoloNet News (zpravodajský kanál na Holonetu, počítačové síti, která poskytuje informace hvězdným lodím) objevilo vydání o šéfkuchaři Gormaandovi. Číslo obsahovalo nový recept a vysvětlení, že získal kuchařské ocenění.
- Ve hře Star Wars: The Old Republic (2011) se pro obě skupiny každoročně konají akce o Dni života na vesmírné stanici, obvykle během vánočních svátků.
- Zen Pinball 2 (2012) měl stůl Star Wars. Když hráč prohraje, Boba Fett mu řekne: „Ještě se setkáme, přátelé“. Jedná se o přímou citaci jeho postavy z Holiday Special.[64]
- Kdyby natočili epizody Klonových válek, které se nakonec nikdy nevysílaly, objevil by se v nich Žvejkal a Kashyyyk a byly by v nich odkazy na Holiday Special.[65]
- V internetovém seriálu Mandalorian se objevuje pistolník, který používá zbraň velmi podobnou té, kterou používá Fett ve speciálu.[66] V pilotní epizodě seriálu se navíc objevuje postava, která přímo odkazuje na „Den života“.
- Kniha s názvem Life Day Treasury Cavana Scotta a George Manna vyšla 7. září 2021.
- Komiks Life Day od Marvelu vyšel 24. listopadu 2021.[67]
- 4. ledna 2022 vydalo nakladatelství Random House knihu The Story of the Faithful Wookiee ve verzi Little Golden Book.[68]

### V populární kultuře
V roce 2005 napsal Lawrence Person recenzi na „platinovou edici“ DVD speciálu, ale ve skutečnosti šlo o aprílový žert.
Ve videoklipu k písni „White & Nerdy“ od Weird Ala Yankovice z roku 2006 si hlavní postava kupuje kopii Star Wars Holiday Special. Ve videoklipu je to znázorněno jako obchod s drogami, což odkazuje na skutečnost, že speciál nebyl nikdy oficiálně vydán.
V roce 2007 vydala komediální skupina RiffTrax parodický komentář ke speciálu. Komentář tvořili lidé, kteří dříve studovali na Mystery Science Theater 3000. Tito lidé se jmenovali Bill Corbett, Kevin Murphy a Michael J. Nelson. Komentář obsahoval původní reklamy, které se vysílaly před pořadem.
V epizodě „Regional Holiday Music“ seriálu Zpátky do školy z roku 2011 se hlavní postavy dívají na Sváteční speciál inspektora Spacetime, což je zřejmý odkaz na Star Wars Holiday Special.
LEGO Star Wars Holiday Special s postavami ze sequelové trilogie vyšel na Disney+ 17. listopadu 2020 ke 42. výročí vydání speciálu. Ve stejný den server io9 oznámil, že Jeremy Coon a Steve Kozak režírují dokumentární film o tom, jak speciál vznikal, s názvem A Disturbance in the Force.
Režisér James Gunn uvedl, že Star Wars Holiday Special byl pro něj hlavní inspirací při tvorbě televizního filmu Strážci Galaxie: Sváteční speciál z roku 2022.